# George Buchanan
George Buchanan (1 de febrero de 1506 - 28 de septiembre de 1582) fue un humanista escocés.

## Biografía
Nació en febrero de 1506. Su padre, el menor de una antigua familia y poseedor de una granja en la parroquia de Killearn, Stirlingshire, murió joven, dejando a su viuda e hijos en la pobreza.
En 1520 su tío, James Heriot, le envió a la Universidad de París, en donde, como relató en un bosquejo autobiográfico, se dedicó a la poesía «en parte por placer, en parte por obligación». En 1522 su tío murió, y Buchanan, que no podía continuar sin recursos en París, regresó a Escocia. Después de recuperarse de una grave enfermedad, se unió a las unidades auxiliares francesas que habían sido traídas por John Stewart, duque de Albany, para participar en una fracasada incursión en Inglaterra.
Al año siguiente ingresó en la Universidad de Sant Andrews, en donde se graduó como Bachelor of Arts en 1525. Había acudido para atender las clases de lógica de John Major y cuando este se trasladó a París, lo siguió. En 1528 se graduó en París y al año siguiente fue nombrado profesor de la Universidad de Sainte-Barbe. En 1529 fue elegido procurador de la "Nación Alemana" en la Universidad de París siendo reelegido en cuatro ocasiones. Dimitió en 1531, pasando a ser profesor particular de Gilbert Kennedy, con quien volvió a Escocia.
Asumió la posición de Erasmo de Róterdam frente la Iglesia católica y, aunque no negó la doctrina vaticana, sí que se sintió libre de criticarla. Dirigió sarcásticos poemas contra los franciscanos y la vida monástica en general. Esta actitud no desagradó a Jacobo V de Escocia que lo contrató como profesor particular para uno de sus hijos naturales, James Stewart.
En estas circunstancias escribió los poemas Palinodia y Franciscanus et Fratres, y, aunque fueron inéditos durante muchos años, el autor plasmó su aversión a la orden franciscana y a sus defensores. En 1539 hubo una gran persecución contra los luteranos y arrestaron a Buchanan entre otros. Consiguió escapar y refugiarse en Londres, para marchar después a París. Aquí, sin embargo, encontró a su enemigo, el cardenal David Beaton, que residía en la capital francesa como embajador. Con el apoyo de André de Gouvea se trasladó a Burdeos, donde consiguió un puesto como profesor de latín.
En Burdeos realizaría algunos de sus mejores trabajos: las traducciones de Medea y Alcestis, y terminó dos obras dramáticas, Jephthes (Votum sive) y Baptistes (Calumnia sive). El escritor y pensador renacentista Michel de Montaigne fue alumno de Buchanan en Burdeos y actuaba en sus tragedias. Montaigne clasificó a Buchanan en su obra De Presumption junto a los principales poetas latinos de la época como Aurta, Theodore Beza, Michel de L'Hospital, Montdoré y Turnebus. Aquí Buchanan trabó una fuerte amistad con Julius Caesar Scaliger.
En 1542 o 1543 volvió a París, y en 1544 fue designado regente en la universidad de Cardinal le Moine. Entre sus colegas se encontraban los renombrados Muretus y Adrianus Turnebus. 

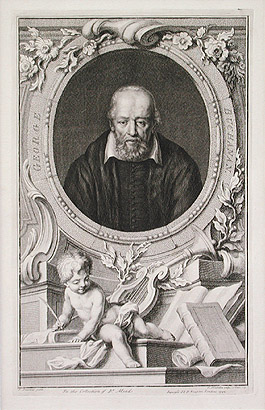
George Buchanan.

En 1547, junto a otros humanistas franceses y portugueses, fue invitado a la Universidad de Coímbra. El matemático francés Elie Vinet y el historiador portugués, Jeronimo de Osorio, estaban entre sus colegas, todos bajo la protección y amparo de Juan III de Portugal. No obstante, la muerte de su principal valedor, André de Gouveá, pudo llevarle a quedar en desamparo y explicar, según sus biógrafos, la creación de una comisión de investigación por la Inquisición en 1549 donde se examinó la obra de Buchanan. Lo acusaron de prácticas protestantes y judaicas. Buchanan se defendió con capacidad, valor y franqueza, admitiendo que algunos de los cargos eran verdaderos. En junio de 1551 lo condenaron, siendo encarcelado en el monasterio del Sao Bento en Lisboa. Aquí le obligaron que escuchar edificantes discursos de los monjes. En sus ratos de ocio comenzó a traducir los salmos al verso latino. Después de siete meses lo pusieron en libertad, a condición de que permaneciera en Lisboa, hasta que terminó de cumplir la pena en 1552.
Liberado, Buchanan marchó inmediatamente para Inglaterra, pero pronto recaló en París, en donde lo designaron regente en la Universidad de Boncourt, donde permaneció dos años. Después aceptó ser profesor particular de Marechal de Brissac. Fue en esta época cuando se produjo en Buchanan un acercamiento al calvinismo.
En 1560 o 1561 volvió a Escocia, y en abril de 1562 lo encontramos instalado como profesor particular de la joven reina María I de Escocia. Fue en este momento cuando Buchanan abrazó abiertamente el protestantismo y en 1566 fue designado como director del St Leonard's College. Su situación económica era próspera al recibir las rentas de una abadía que la reina le había otorgado como señorío. Su proximidad a la corona y sus escritos le convirtieron en una persona influyente y de gran prestigio, llegando a ocupar puestos de relevancia en la administración.
Buchanan acompañó al regente James Stewart a Inglaterra, y su Detectio (publicado en 1572) se destinó a las comisiones celebradas en el Palacio de Westminster. En 1570, después del asesinato de James Stewart, lo designaron uno de los tutores del rey Jacobo I.
Al mismo tiempo que cumplía las funciones de preceptor, fue Guardián del Sello Privado de Escocia y miembro del Parlamento, al parecer hasta su muerte el 28 de septiembre de 1582.

## Obras
Entre sus obras, destacó el tratado De jure regni apud Scotos, publicado en 1579. En este trabajo, compuesto en forma de diálogo y cuyo destino era fijar los principios políticos en la educación de sus alumnos, Buchanan sostiene la doctrina del poder real absoluto pero limitado al cumplimiento de los fines para los que fue confiado por Dios al monarca, que no es otro que el bien de la comunidad. Así justifica la resistencia de los gobernados cuando el poder real se aparta del cumplimiento de sus obligaciones. Esta posición, en que se considera justa la resistencia a la tiranía, llevó a la condena de la obra en el Parlamento en 1584 y 1664, siendo quemados ejemplares en un acto simbólico de purificación en la Universidad de Oxford en 1683.
Su segunda gran obra fue una historia de Escocia, Rerum Scoticarum Historia, terminada poco antes su muerte y publicada en 1582.
Además de los trabajos nombrados, Buchanan escribió en prosa Chamaeleon, impresa por vez primera en 1711; una traducción latina de la gramática de Linacre (París, 1533); Libellus de Prosodia (Edimburgo, 1640), entre otras.
Buchanan es considerado uno de los eruditos más grandes de Escocia. Era un maestro en el latín, que usaba como si fuera su lengua materna. Su estilo no es comparable a la frialdad de ningún autor clásico, sino que tiene una frescura y elasticidad propias. Pero además Buchanan tenía una gran capacidad poética y un pensamiento de gran originalidad.